# Notus altus
Notus altus är en insektsart som först beskrevs av Delong och Caldwell 1937.  Notus altus ingår i släktet Notus och familjen dvärgstritar.
Artens utbredningsområde är Pennsylvania. Inga underarter finns listade i Catalogue of Life.